# 찰스 레빈

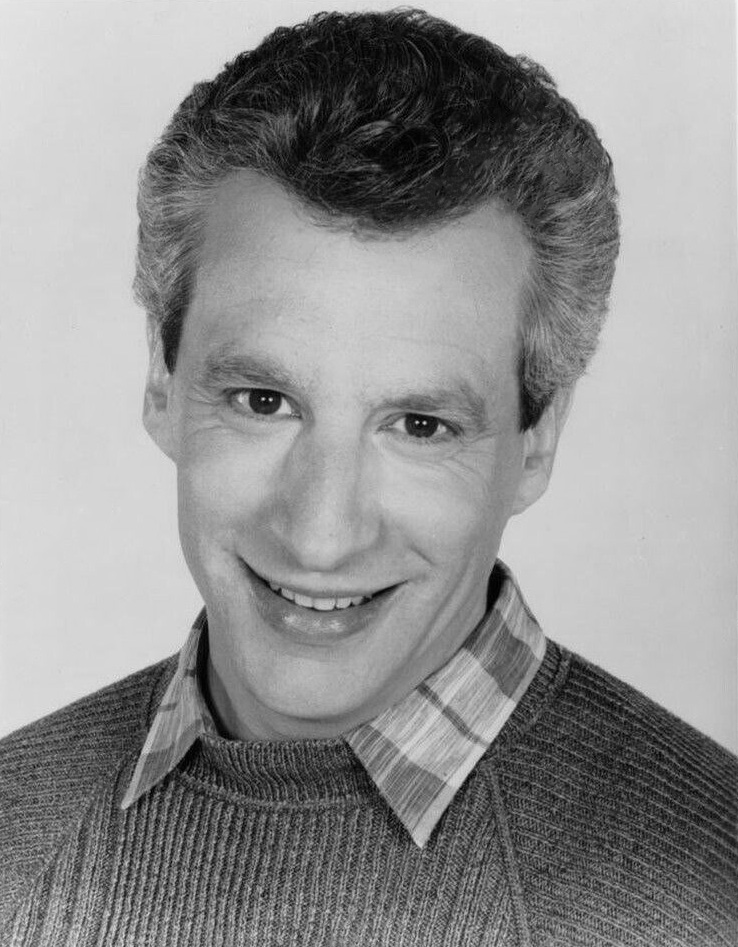

찰스 레빈(Charles Levin, 1949년 3월 12일 ~ 2019년 7월)은 미국의 배우이다. 시카고에서 태어났다.

## 영화
- 시빌 액션 (1998년)
- 배반의 묘략 (1990년)
- 가족 (1989년)
- 죽느냐 사느냐 (1989년) - 오드웨이 역
- 비밀의 목소리 (1988년)
- 골든 차일드 (1986년)
- 내 이름은 펑키 (1984년)
- 이것이 스파이널 탭이다 (1984년)
- 고스트버스터즈 (1984년)
- 세기의 거래 (1983년)
- 맨하탄 (1979년)
- 선 사이 (1977년)
- 애니 홀 (1977년)